# 1984年7月逝世人物列表
1984年逝世人物列表：1月 - 2月 - 3月 - 4月 - 5月 - 6月 - 7月 - 8月 - 9月 - 10月 - 11月 - 12月
1984年7月逝世人物列表，是用於匯總1984年7月期間逝世人物的列表。

## 依日期排序

### 1日
- 陳禮節，中國醫學家
- 维克托·阿文达尼奥，阿根廷拳擊手
- 保羅·伯克-穆勒，德國警官，下薩克森州刑事警察局局長
- 亨利·法布尔，法國航空先驅
- 摩謝·費登奎斯，以色列物理學家和柔道老師
- 弗里德里希·維茨，瑞士記者和出版商

### 2日
- 伊格納西奧·伯克，德國傳教士
- 麗諾爾·考費，美國編劇
- 貝德里希·富契克，捷克文學評論家、編輯和翻譯家
- 約翰內斯·海姆萊本，德國生物學家、人智學家、牧師和作家
- 英格堡·馮·拉斯，德國雕塑家、木雕家和獎章獲得者、繪圖員和波恩大學講師

### 3日
- 漢斯·馮·貝特勒，奧地利電氣工程師、鐘錶收藏家和鐘錶歷史學家
- 厄休拉·布勞恩，德國女演員和配音演員
- 恩斯特·奧托·哈斯，德國政治家（基民盟），聯邦議院議員
- 埃內斯托·馬斯切羅尼，烏拉圭足球運動員
- 拉烏爾·薩蘭，法國將軍
- 弗里德里希·舍恩霍芬（Friedrich Schönhofen），德國政治家（SPD），聯邦議院議員

### 4日
- 道格拉斯·巴克斯顿，澳大利亞男子帆船運動員。
- 約瑟夫·博圖姆，美國政治家
- 沃爾夫岡·戈爾格，德國攝影師，擁有自己的明信片出版公司
- 弗朗茨·希勒布蘭德，德國政治家（基民盟），聯邦議院議員
- 吉米·斯菲裡斯，美國創作歌手
- 維爾納·斯蒂芬，德國政治家
- 康拉德·斯托爾，德國政治家

### 5日
- 唐·埃利奧特，美國爵士音樂家
- 保羅·奧塔爾·薩特，美國北歐兩項滑雪運動員
- 阿爾伯特·弗雷德里希·施瓦茨，布痕瓦爾德集中營的德國勞工指揮官

### 6日
- 亚历山大·切列帕诺夫，蘇聯軍事領導人
- 亨里克斯·雅各斯·查理斯·滕德盧，荷蘭化學家
- 米娜·怀利（Mina Wylie），澳大利亞游泳運動員

### 7日
- Elba de Pádua Lima，巴西足球運動員和教練
- 恩斯特·尼夫（Ernst Neef），德國地理學家
- Ștefan Onisie，羅馬尼亞足球運動員和教練
- 喬治·奧本，美國詩人和作家
- 弗洛拉·羅布森，英國女演員
- 弗朗茨·韋弗，德國物理學家和材料科學家

### 8日
- 布拉塞，匈牙利裔法國攝影師
- 克勞迪奧·桑切斯-阿爾博諾茲，西班牙歷史學家和政治家
- 弗朗茨·富曼（Franz Fühmann），德國作家
- 雨果·蓋格，德國政治家（CSU）、聯邦議院議員、聯邦議院議員、歐洲議會議員
- 何塞·金特羅·帕拉，委內瑞拉神職人員、卡拉卡斯大主教和紅衣主教
- 雷金納德·斯圖爾特，加拿大指揮家、鋼琴家和音樂教育家

### 9日
- 弗里茨·埃霍夫（Fritz Ehrhoff），德國政治家（SPD），聯邦議院議員
- 漢斯·雅各森，瑞典現代五項全能運動員和重劍擊劍運動員，奧運金牌得主
- 馬丁·申普，德國滑翔機先驅
- 漢斯·塞德邁爾，奧地利藝術史學家
- 蘭德爾·湯普森，美國作曲家

### 10日
- 弗拉基米尔·恩格尔哈特，蘇聯生物化學家
- 安东·哈克尔，二戰中的德國少校和戰鬥機飛行員
- 安德列亞斯·賈倫斯基，德俄畫家
- 加里·諾克，澳大利亞跨欄運動員和短跑運動員
- 蒂埃裡，德國作家、歌舞表演藝術家和電臺主持人

### 11日
- 卡雷爾·門格爾伯格，荷蘭作曲家、指揮家和音樂作家
- 雷蒙德·派特里亞卡，美國黑幫
- 埃伯哈德·卓納，德國醫生和語音學家

### 12日
- 奧托·巴斯勒，瑞士文學評論家
- 漢內斯·弗萊斯納，德國音樂記者、詞曲作者和東弗里斯蘭歌手兼作曲家
- 弗朗茨·古爾克，德國政治家（基民盟），聯邦議院議員
- 庫爾特·盧德-紐拉特，德國外交官
- 戈特利布·呂舍爾，瑞士食品技術專家
- 弗里茨·施密特-克勞辛，德國神學家
- 埃米爾·維林格，巴伐利亞民謠歌手和電臺主持人

### 13日
- 維爾納·阿貝格，瑞士紡織實業家、藝術收藏家、阿貝格基金會贊助人和捐助者
- 沃爾夫岡·伯格，德國-英國-瑞士物理學家
- 約翰·大衛斯，美國舉重運動員
- 弗里茨·維林，德國新教改革宗神學家

### 14日
- 羅伯特·約翰·弗萊明，美國陸軍軍官和巴拿馬運河區總督
- 齊格弗里德·科勒（Siegfried Köhler），德國作曲家
- 萊昂·馬特，盧森堡足球運動員
- 歐內斯特·蒂迪曼，美國小說家和編劇
- 菲力浦·韋恩，美國歌手

### 15日
- 霍斯特·琳珀，德國政治家（基民盟）
- 馬格達萊娜·蒙特祖瑪，德國女演員和製作設計師
- 沃爾特·彼得，德國雕塑家和平面藝術家
- 約阿希姆·薩特勒，德國歌劇演唱家（男高音）
- 卡爾·沃爾夫，德國黨衛軍軍官、「私人參謀長帝國黨衛軍」、最高員警和黨衛軍領導人
- 卡米爾·伯納德，加拿大歌手、教師和演員

### 17日
- 卡爾·沃爾夫，德國納粹黨衛軍軍官
- 第二代艾倫比子爵達德利·艾倫比，英國貴族、政治家和軍官
- 馬克西米利安·布勞恩，德國斯拉夫學者、翻譯家和作家
- 格哈德·埃倫，德國國家社會主義和地區專員
- 齊格弗里德·佩里，德國手球運動員和體育官員
- 阿裡戈·波利略，義大利爵士樂作家和記者
- 維克托·塞林斯基，波蘭參加華沙起義
- 克勞斯·瓦克斯曼，德英民族音樂學家

### 18日
- 威廉·巴德，德國網路合成先驅
- 雷米吉奧·德爾格羅索，義大利編劇和紀錄片製片人
- 埃裡希·赫爾曼，德國幽默家、模仿家、歌手、民謠演員
- 伯納德·喬伊，英國足球運動員、記者和教師
- 卡爾·克瑙夫，德國企業家
- 海因茨·克雷西格，德國古代歷史學家
- 格裡戈里·克羅馬諾夫，愛沙尼亞戲劇和電影導演
- 瑪格麗特·庫比卡，德國藝術家
- 馬塞爾·梅裡貢德，法國政治家，國民議會議員

### 19日
- 埃內斯托·法瑪，阿根廷探戈歌手和作曲家
- 魯道夫·萊西卡，阿根廷音樂家
- 沃爾夫岡·彼克特，德國軍官，二戰期間德國空軍高射炮的最後一位將軍
- 法伊娜·拉涅夫斯卡婭，蘇聯女演員
- 加布里埃爾·斯托克-施米林斯基，德國畫家、藝術學校院長
- 哈裡·斯托克韋爾，美國演員
- 瑪律科·塔伊切維奇，南斯拉夫作曲家
- 瓦伊澤男爵約翰·維澤，英國作家和經濟學家，專門從事教育
- 尤爾根·韋格納，德國畫家

### 20日
- 阿德尔莫·布尔加雷利，意大利男子摔跤運動員。
- 彼得·布洛赫，德國政治家（基民盟），聯邦議院議員
- 加布里埃爾·安德魯·狄拉克，匈牙利裔英國數學家
- 吉姆·菲克斯，美國跑步者和非小說類作家
- 弗里茨·吉斯林，瑞士語言學家
- 蓋爾·庫比克，美國作曲家、小提琴家和音樂教育家
- 瑪律科·裡斯蒂奇，南斯拉夫作家

### 21日
- 費利克斯·奧根菲爾德，奧地利裔美國建築師、室內設計師、佈景設計師和設計師
- 埃維利奧·迪亞斯·西亞，古巴神職人員和聖克裡斯托瓦爾德拉哈瓦那大主教
- 伊莉莎白·法靈頓，美國政治家
- 傑克·蓋洛德，美國電影技術員和特效藝術家
- 埃爾文·羅姆內斯，美國冰球運動員
- 卡爾·格奧爾格·賽比施，德國戲劇、電影和電視演員
- 文森佐·維塔萊，義大利鋼琴家和音樂教育家
- 查理斯·H·威爾遜，美國政治家

### 22日
- 海因里希·科爾，德國律師、飛行員和政治家（FDP），聯邦議院議員
- 庫爾特·席格爾，奧地利拳擊手和演員

### 23日
- 安德列·巴爾恰克，捷克斯洛伐克政治家和部長
- 阿基爾·布斯（Achiel Buysse），比利時自行車手
- 勞埃德·高夫，美國演員
- 埃德溫·麥基（Edwin D.McKee），美國博物學家、地質學家和沉積學家
- 阿米利安·佐茨，奧地利泥水匠

### 24日
- 理查·安格斯，瑞士電影攝影師
- 弗蘭克·巴特勒，美國爵士鼓手
- 鮑勃·海因茨，德國漫畫家和作家
- 西奧多·克勞澤，德國天主教神學家、禮儀歷史學家、教會歷史學家和基督教考古學家
- 何塞·毛羅·德·瓦斯孔塞洛斯，巴西作家
- 卡爾·舒伯特，德國行政律師

### 25日
- 大媽媽桑頓，美國歌手
- 保羅·法蘭克，德國出版商
- 布萊恩·赫克索爾（Bryan Hextall），加拿大冰球運動員和教練
- 平田昭彥，日本演員
- 曼弗雷德·英格，奧地利演員和歌舞表演藝術家
- 烏拉齊米爾·卡拉特克維奇，白俄羅斯作家和詩人
- 弗拉基米爾·米哈伊洛維奇·科列茨基，烏克蘭-蘇聯法學家
- 乔治·伦威克，英國短跑運動員

### 26日
- 沃爾特·佈雷登迪克，德國神學家和民主德國-基民盟的工作人員
- 第十六代布坎伯爵唐納德·厄斯金，英國同行和政治家
- 喬治·蓋洛普，美國市場和輿論研究的先驅
- 艾德·蓋恩，美國殺人犯
- 威利-彼得·康佐克，德國政治家（LDPD），聯邦議院議員，人民議院主席團成員
- 愛琳·德·諾瓦雷（Irene de Noiret），匈牙利-德國歌舞表演藝術家和香頌歌手

### 27日
- 阿道夫·達菲，德國解剖學家和醫學教授
- CL佛蘭克林，美國神學家和民權活動家
- 劳伦斯·杰克逊，蘇格蘭冰壺
- 安東·基塞爾巴赫，德國解剖學家和大學講師
- 詹姆士·梅遜，英國演員
- 伊戈爾·維塔利耶維奇·薩維茨基，蘇聯畫家、考古學家和收藏家，尤其是前衛藝術
- 馬克斯·席爾默，德國空氣動力學家
- 路易波德·斯泰德爾，德國軍官、政治家（基民盟）、聯邦議院議員和市長
- 揚·祖日茨基，波蘭植物學家

### 28日
- 吉姆·班農，美國演員和電臺主持人
- 巴勒諾男爵阿利克·布坎南-史密斯，英國政治家和軍官
- 貝絲·弗勞爾斯，美國電影女演員
- 漢斯·肖特-舍賓格，奧地利演員和電影導演
- 愛德華·沃爾特，德國數學家、大學講師和非小說類作家

### 29日
- 漢娜·布林克曼，德國女演員
- 洛倫茲·費恩伯格（Lorenz Fehenberger），德國歌劇演唱家（男高音）
- 沃爾夫岡·朗格，德國語言學家，中世紀學者
- 伍德羅·帕弗瑞，美國演員
- 埃瓦爾德·羅爾夫斯，德國試飛員
- 卡塔·斯特娜，德國女演員和舞蹈家
- 弗雷德·沃林，美國音樂家

### 30日
- 赫爾曼·艾歇爾，德國律師和政治家（FDP），聯邦議院議員
- 安德里亞·埃斯特哈齊，奧匈帝國演員
- 河口商次，日本數學家
- 今日出海，日本作家
- Ágnes Rózsa，匈牙利，羅馬尼亞作家
- 弗里茨·桑格（Fritz Sänger），德國記者和政治家（社民黨），聯邦議院議員，聯邦議院議員
- 克勞斯·舍費爾，德國化學家

### 31日
- 海因里希·阿爾薩斯，德國帕德博恩地區行政長官（1939年–1945年）
- 朱利葉斯·科姆羅，美國生理學家
- 烏爾里希·科滕羅特，德國雕塑家
- 戈皮·克里希納，印度瑜伽士、神秘主義者、學者和作家
- 保羅·勒弗萊姆，法國作曲家
- 約瑟夫·卡爾頓·洛瑟，美國政治家
- 艾特爾-弗裡德里希·羅迪格·弗賴赫爾·馮·曼特菲爾，德國軍官，二戰中德國空軍的最後一位少將
- 菲力浦·范·多倫·斯特恩，美國作家和歷史學家

### 日期不詳
- 芝諾·梅洛尼，義大利畫家和工程師
- 喬治·佩斯，美國拳擊手
- 弗里茨·施馬倫巴赫，德國藝術史學家
- 愛琳·塞勒，德國攝影師和國家社會主義的受害者